# کیتلین اوهاشی
کِیتلین میشل اوهاشی (انگلیسی: Katelyn Michelle Ohashi؛  زادهٔ ۱۲ آوریل ۱۹۹۷) ژیمناست آمریکایی است که برای دانشگاه کالیفرنیا، لس آنجلس مسابقه می‌دهد.